# Jerzy Pietrkiewicz
Jerzy Pietrkiewicz, né le 29 septembre 1916 et mort le 26 octobre 2007 à Londres,  est un écrivain, poète, traducteur et historien de la littérature polonais.

## Biographie
Jerzy Pietrkiewicz fut de 1950 à 1979 professeur de littérature polonaise à l'université de Londres.

## Œuvres
Jerzy Pietrkiewicz est notamment l'auteur d'une anthologie de la poésie polonaise : Cinq siècles de poésie polonaise de 1450 à 1970, publiée en 1979. Il a souvent traduit de la poésie polonaise en anglais, comme l'œuvre du grand poète polonais Cyprian Kamil Norwid (1821-1883).